# Benjamin Jekhowsky
Benjamin Jekhowsky   (Sant Petersburg, 1881 - Encausse, 20 de març de 1975) va ser un astrònom franco-rus-polonès nascut a Varsòvia, Polònia (que en aquest període pertanyia a l'Imperi Rus). Després de 1934 sembla que va començar a signar els seus articles científics com Benjamin de Jekhowsky. El Centre de planetes menors (Minor Planet Center) acredita els seus descobriments sota el nom de B. Jekhovsky (amb «v» en comptes de «w»). Després d'assistir a la Universitat de Moscou va treballar des de 1912 en l'Observatori de París. Després va treballar en l'Observatori d'Alger (en aquest moment Algèria era part de França), on es va fer conegut com un expert en mecànica celeste. Va descobrir 12 asteroides i (1606) Jekhovsky va ser batejat en el seu honor.